# NGC 1380A
NGC 1380A في الفهرس العام الجديد، هي مجرة، تقع في كوكبة الكور. اكتشفها جيمس دنلوب في عام 1826 .

## روابط خارجية
- NGC 1380A على موقع ويكي سكاي: DSS2, SDSS, GALEX, IRAS, Hydrogen α, X-Ray, Astrophoto, Sky Map, Articles and images